# 파스웽카강

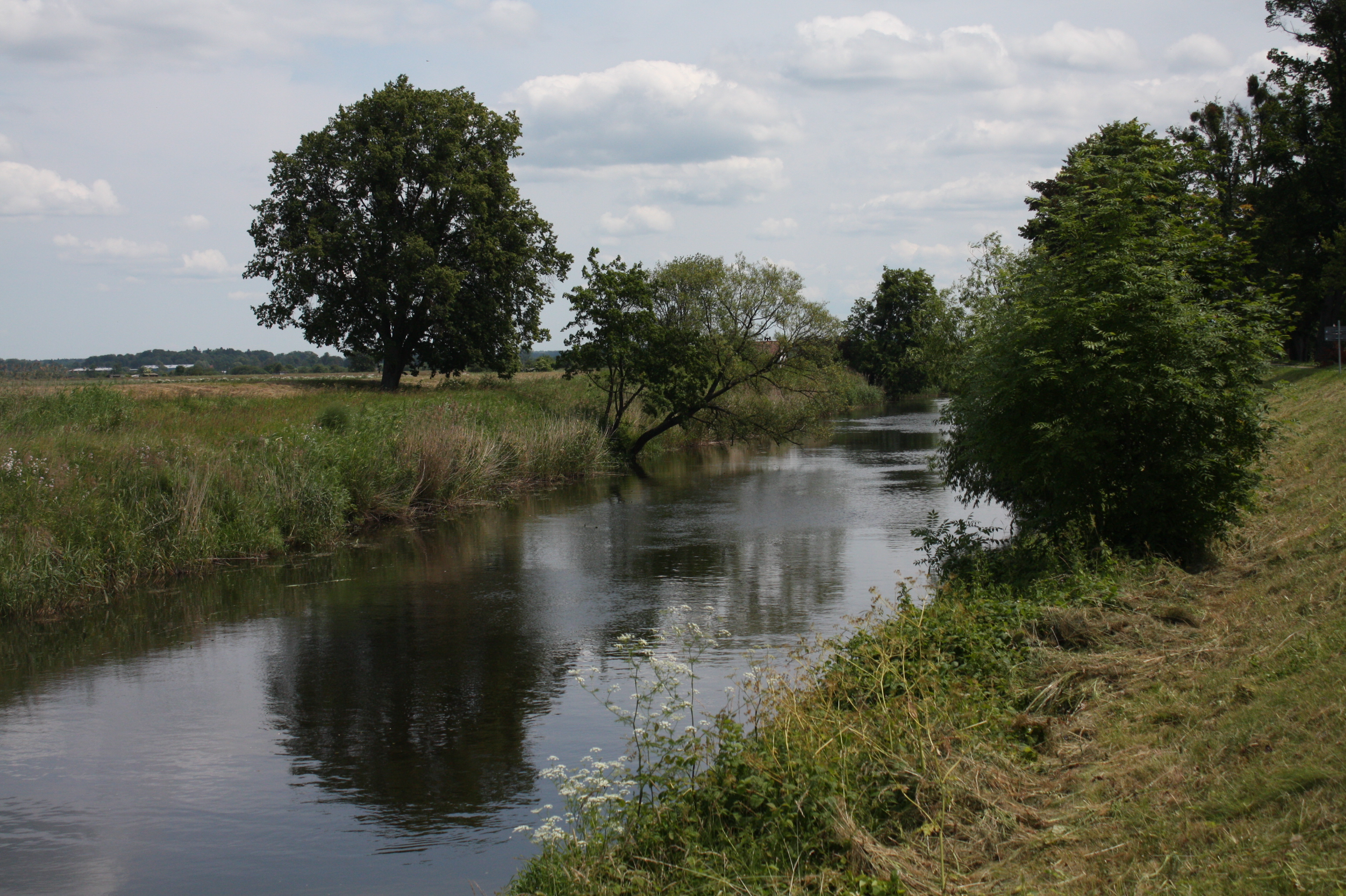
파스웽카강

파스웽카강(폴란드어: Pasłęka)은 폴란드 북부의 강이다. 브라니에보 근처 비스툴라 석호에서 발트해로 흘러든다. 강의 길이는 출처에 따라 169 to 211 킬로미터 (105 to 131 mi)로 측정된다.